# Uta de plana
L'uta de plana (Pseudochirulus canescens) és una espècie de marsupial de la família dels pseudoquírids. Viu a Indonèsia i Papua Nova Guinea.